# Samuel Mvondo Ayolo
Pour les articles homonymes, voir Mvondo (homonymie).
Samuel Mvondo Ayolo, né le 12 janvier 1957 à Sangmélima, est un diplomate et haut-fonctionnaire camerounais. Il est ambassadeur à Libreville puis à Paris. En 2018, il est nommé directeur du cabinet civil de la présidence du Cameroun.

## Jeunesse et Études
Samuel Mvondo Ayolo est né le 12 janvier 1957 à Sangmélima dans le département du Dja-et-Lobo dans la région du Sud. Il est le fils de Moïse Ayolo, un riche homme d’affaires camerounais spécialisé dans le commerce du Cacao. Il est originaire de Meyomessala dans la région du Sud. Samuel Mvondo Ayolo grandit entre Meyomessala et Sangmélima.
Après l'obtention de son baccalauréat, il quitte le Cameroun pour la France. Il fait des études supérieures en droit et science politique à l’université Jean Moulin de Lyon où il obtient une maîtrise en droit puis un diplôme d’études approfondies. Il retourne au Cameroun en 1985 et intègre la fonction publique. Il est également titulaire d’un doctorat d’État en sciences politiques et en droit international.

## Carrière

### Ambassadeur du Cameroun
En 2008, il est nommé ambassadeur du Cameroun à Libreville au Gabon où il remplace Jean Koé Ntonga, en fonction depuis 1996. Il occupe cette fonction pendant huit ans jusqu'en 2016.
Il est nommé ambassadeur du Cameroun à Paris par décret présidentiel le 11 avril 2016. Il succède à Lejeune Mbella Mbella. En 2018, il est rappelé au Cameroun en 2018 et intègre le gouvernement.

### Fonctions ministérielles
Samuel Mvondo Ayolo est recruté au sein de la fonction publique en décembre 1985 au sein de la direction de l’Information du ministère des Relations extérieures. Il passe l'essentiel de carrière au sein des services centraux de ce ministère. En 1997, il est promu directeur des Nations unies et de la coopération décentralisée par le ministre des Relations extérieures Ferdinand Oyono. Il occupe cette fonction pendant dix ans, jusqu'à sa nomination à l'ambassade du Gabon en 2016. Il a été par ailleurs plusieurs fois secrétaire général par intérim du ministère des relations extérieures entre 2004 et 2008.
Le 2 mars 2018, il est nommé Directeur du Cabinet Civil de la Présidence de la République. Il remplace à ce poste Martin Belinga Eboutou. Samuel Mvondo Ayolo a rang de ministre et fait partie du quatrième gouvernement Philémon Yang. Il est reconduit dans le gouvernement Joseph Dion Ngoute le 4 janvier 2019.